# Odznaczeni Orderem Orła Białego (Królestwo Kongresowe)
Odznaczeni Orderem Orła Białego (Królestwo Kongresowe) – lista 72 kawalerów Orderu Orła Białego, którym został on przyznany przez władców Królestwa Polskiego (kongresowego) w latach 1815–1831.

## Wielcy Mistrzowie
- król Polski Aleksander I Romanow (1815–1825)
- król Polski Mikołaj I Romanow (1825–1831)

## Odznaczeni obywatele polscy
| Przez Aleksandra I 1. Adam Jerzy Czartoryski, 1815 2. Jan Henryk Dąbrowski, 1815 3. Stanisław Mokronowski, 1815 4. Tadeusz Antoni Mostowski, 1815 5. Karol Sierakowski, 1815 6. Józef Wielhorski, 1815 7. Józef Zajączek, 1815 8. Antoni Henryk Radziwiłł, 1815 (powtórnie, 1 raz w 1793) 9. Adam Ożarowski, 1815 10. Franciszek Ksawery Drucki Lubecki, 1816 11. Jan Węgleński 1817 12. Marcin Badeni, 1818 13. Stanisław Staszic, 1818 | Przez Mikołaja I 1. Adam Michał Prażmowski, 1826 2. Adam Broniec, 1829 3. Feliks Józef Czarniecki, 1829 4. Franciszek Grabowski, 1829 5. Stanisław Grabowski, 1829 6. Maurycy Hauke, 1829 7. Wincenty Krasiński, 1829 8. Aleksander Stanisław Potocki, 1829 9. Stanisław Potocki, 1829 10. Aleksander Różniecki, 1829 11. Jan Paweł Woronicz, 1829 12. Stefan Grabowski, 1830 13. Maciej Wodziński, 1830 |

## Odznaczeni cudzoziemcy
| Przez Aleksandra I 1. Aleksander I, 1815 (ex officio) 2. Konstanty Pawłowicz Romanow, 1815 3. Joanis Kapodistrias, 1818 4. Dymitr Kuruta, 1818 5. Wasyl Łanskoj, 1818 6. Michał Pawłowicz Romanow, 1818 7. Mikołaj I Romanow, 1818 8. Karl Robert Nesselrode, 1818 9. Nikołaj Nowosilcow, 1818 10. Piotr Wołkoński, 1818 11. Dawid Alopeus, 1818 12. Andrej Italiańskij, 1818 13. Jurij Gołowkin, 1820 14. Fryderyk VI Hessen-Homburg, 1820 15. Christian Günther von Bernstorff, 1825 | Przez Mikołaja I 1. Tommaso Bernetti, 1826 2. Antonio Brignole-Sale, 1826 3. Auguste d’Auvray Frederic, 1827 4. Jegor Kankrin, 1828 5. Dmitrij Tatieszczew, 1828 6. Petre Goess, 1828 7. Detlev Einsiedel, 1828 8. Georg Manteuffel, 1828 9. Wasilij Chanykow, 1829 10. Aleksander II Romanow, 1829 11. Aleksandra Fiodorowna, 1829 12. Fryderyk Wilhelm IV Pruski, 1829 13. Filip August Hessen-Homburg, 1829 14. Gabriel de Raimon-Mormoiron Modene, 1829 15. Piotr Aleksandrowicz Tołstoj 1829 16. Wilhelm I Hohenzollern, 1829 17. Adam Wirtemberski, 1829 18. Ab ul Kassim, 1829 19. Dost Mohammad Chan, 1829 20. Rifat Pasza Halil, 1830 21. Mehmed Pasza Hüzrew, 1830 22. Efendi Mustafa, 1830 23. Karol Pruski, 1830 24. Sulejman Neceb Seyyid, 1830 25. Aleksander von Benckendorff, 1830 26. Aleksander Czernyszow, 1830 27. Iwan Dybicz Zabałkański, 1830 28. Iwan Paskiewicz, 1830 29. Reinhold Otto Schöler, 1830 30. Michael Nadsady-Fogaras, 1830 31. Magnus von Brahe, 1830 |